# Chi sarà la ragazza del Clan?/Quella donna
Chi sarà la ragazza del Clan?/Quella donna è il nono singolo de I Ribelli, qui indicati come "Ribelli di Adriano", pubblicato in Italia nel 1964.

## Tracce
Lato A
1. Chi sarà la ragazza del Clan? (testo: Giuseppe Cassia, Luciano Beretta – musica: Alan Blakley, Brian Poole, Mike Smith) – Cover di "Keep on Dancin'" di Brian Poole & The Tremeloes

Lato B
1. Quella donna (Giorgio Benacchio, Detto Mariano, Luciano Beretta)